# بنای شماره ۱۶ (ساختمان سردخانه)
بنای شماره ۱۶ (ساختمان سردخانه) مربوط به دوره قاجار است و در شهرستان آستانه اشرفیه، بخش کیاشهر، بندر کیاشهر، خیابان امام خمینی واقع شده و این اثر در تاریخ ۲۶ دی ۱۳۸۶ با شمارهٔ ثبت ۲۰۶۱۸ به‌عنوان یکی از آثار ملی ایران به ثبت رسیده است.